# Thomas P. Carnes
Thomas Petters Carnes (* 1762 in Province of Maryland; † 5. Mai 1822 im Franklin County, Georgia) war ein US-amerikanischer Politiker. Zwischen 1793 und 1795 vertrat er den Bundesstaat Georgia im US-Repräsentantenhaus.

## Werdegang
Das Geburtsdatum und der genaue Geburtsort von Thomas Carnes sind unbekannt. Sicher ist nur, dass er im Jahr 1762 in der damaligen britischen Kolonie Maryland geboren wurde. Nach einem Jurastudium und seiner Zulassung als Rechtsanwalt begann er in Milledgeville (Georgia) in seinem neuen Beruf zu arbeiten. Gleichzeitig schlug er eine politische Laufbahn ein. Zwischen 1786 und 1797 saß er mehrfach als Abgeordneter im Repräsentantenhaus von Georgia. Danach war er im westlichen Gerichtsbezirk Staatsanwalt. Zwischen 1789 und 1792 fungierte er als Attorney General seines Staates. Politisch stand er in Opposition zur damaligen Bundesregierung unter Präsident George Washington.
Bei den staatsweit abgehaltenen Kongresswahlen des Jahres 1792 wurde Carnes für das zweite Abgeordnetenmandat von Georgia in das damals noch in Philadelphia tagende US-Repräsentantenhaus gewählt. Dort trat er am 4. März 1793 die Nachfolge von John Milledge an. Bis zum 3. März 1795 absolvierte er eine Legislaturperiode im Kongress. Nach seinem Ausscheiden aus dem Repräsentantenhaus arbeitete Carnes zunächst wieder als Anwalt. Von 1798 bis 1803 war er Richter im westlichen Gerichtsbezirk seines Staates. Im Jahr 1798 war er Mitglied einer Kommission zur Überarbeitung der Staatsverfassung von Georgia. 1806 gehörte er einem Ausschuss an, der die Grenzstreitigkeiten zwischen den Staaten Georgia und North Carolina schlichtete. In den Jahren 1807 und 1808 war Carnes noch einmal Abgeordneter im Repräsentantenhaus von Georgia. Er starb im Mai 1822 auf seiner Farm im damaligen Franklin County. Heute liegt das Anwesen im Hart County.